# Amazonski trapez
Amazonski trapez ili Leticijski trapez geografski je koridor smješten na krajnjem jugu departmana Amazonas u Kolumbiji, koji čini najjužniji dio zemlje i predstavlja njezin izlaz na rijeku Amazonu. Na ovom kraju departmana, koji se poput poluotoka proteže između Brazila i Perua, nalazi se glavni grad departmana Leticia.

## Položaj
Amazonski trapez, koji izviruje iz prostranijeg teritorija na sjeveru, jedan je od dva dijela departmana Amazonas u Kolumbiji. Amazonski trapez nalazi se između rijeke Putumayo na sjeveru i rijeke Amazone na jugu, te između granice s Brazilom na istoku i granice s Peruom na zapadu. Tako nastaje trapezoidni pojas od Putumaya (u dužini od 50 m) i do Amazone (čijih oko 100 km čini južnu granicu trapeza) , visine oko 150 km. Trapezoidni oblik daje ime ovom kolumbijskom geografskom području.
U Amazonskom trapezu također se nalazi Nacionalni park Amacayacu, koji sadrži veliko bogatstvo faune i flore i jedan je od glavnih ciljeva nacionalnog i međunarodnog ekoturizma.

## Povijest
Trapez je izvorno bio dio većeg spornog teritorija između Kolumbije i Perua, kroz koji je Koumbija tražila izravan izlaz na Amazonu. Tijekom teritorijalnog spora, peruanska vlada u gradu Leticia osnovala je Koloniju Leticiju, također poznatu kao Koloniju San Antonio, projekt kroz koji bi to područje naselili peruanski građani i tako se suprotstavili kolumbijskim pretenzijama nad teritorijem. Sadašnje granice regije nastale su kao rezultat Sporazuma Salomón–Lozano potpisanog između Kolumbije i Perua 1922., kojim je uspostavljena moderna kolumbijsko-peruanska granica, čime je okončan dugogodišnji spor koji je postojao od neovisnosti obiju država. Međutim, lokalno nezadovoljstvo sporazumom dovelo je do Kolumbijsko-peruanskog rata 1932., posljednjeg sukoba između ovih dviju država.
Nakon što su neprijateljstva između obiju država konačno okončana, prvi dolazak kolumbijskih doseljenika dogodio se 1930.

## Naselja
Kolumbijski gradovi Leticia (glavni grad departmana Amazonas) i Puerto Nariño, oba na obalama rijeke Amazone, i grad Tarapacá na obalama rijeke Putumayo, svi su u Trapezu. U regiji su i zaštićena autohtona naselja.